# 斯氏鞭冠鮟鱇
斯氏鞭冠鮟鱇為輻鰭魚綱鮟鱇目棘茄魚亞目鞭冠鮟鱇科的其中一種，為深海魚類，分布於西南太平洋的塔斯曼海海域，棲息深度400-1413公尺，雌魚體長可達12.4公分，生活習性不明，不具經濟價值。

## 扩展阅读
維基物種上的相關：斯氏鞭冠鮟鱇